# Sonate pour clarinette et piano de Bernstein
Pour les articles homonymes, voir Sonate pour clarinette et piano.
La Sonate pour clarinette et piano de Leonard Bernstein, a été écrite en 1941-42 et publiée en 1942. C'est la première pièce publiée de Bernstein. Elle est dédiée au clarinettiste David Oppenheim, que Bernstein avait connu à l'école de Tanglewood. 
La pièce dure environ dix minutes et est composée de deux mouvements: un grazioso lyrique qui préfigure le travail de Bernstein dans West Side Story. Le second mouvement commence andantino (marqué 3/8) et se transforme en un Vivace e leggerio après un début tranquille. Ce mouvement est essentiellement à 5/8 mais connaît des changements à 3/8, 4/8 & 7/8 tout au long de la pièce. Il y a aussi une section plus lente au milieu de la pièce qui est marquée Lento Molto et qui accélère progressivement pour retrouver le tempo initial.

## Première
La première a eu lieu à l'Institute of Modern Art de Boston, interprétée par David Glazer à la clarinette et  Leonard Bernstein alors âgé de 23 ans au piano. La première de New York a eu lieu un an plus tard à la New York Public Library, avec Bernstein à nouveau au piano et Oppenheim à la clarinette. Les deux hommes sortiront plus tard le premier enregistrement de l'œuvre, également en 1943.

## Critique
Les premières critiques étaient mitigées. The Boston Globe et The Boston Herald ont relaté la première. Bien que le premier ait loué ses inflexions jazz, les critiques des deux journaux ont estimé que la composition était plus difficile pour le piano que pour la clarinette et étaient très mitigées, en faisant allusion aux influences de Paul Hindemith et de Aaron Copland. À la fin de 1943, cependant, Leonard Bernstein est devenu une star de la direction d'orchestre grâce à son travail avec le New York Philharmonic et les critiques ultérieures étaient plus positives et les aspects jazz étaient fréquemment évoqués de manière positive. 
La sonate fait maintenant partie du répertoire pour clarinette et d'autres musiciens en dehors du monde de la clarinette ont adopté la pièce. En 1994, elle a été orchestrée par Sid Ramin afin qu'elle puisse être jouée par une clarinette solo avec un accompagnement d'orchestre. Yo-Yo Ma a arrangé cette œuvre pour violoncelle et piano. Elle a également été arrangée pour le violon et le trombone.
Bernstein revient ensuite à la composition pour la clarinette en 1949, lorsqu'il compose Prelude, Fugue and Riffs pour clarinette solo et ensemble de jazz, dédié à Benny Goodman.
Cette sonate est désormais devenue une pièce populaire dans le répertoire de la clarinette, figurant sur le programme d'examen du DipABRSM (en) et de l'AMEB (en).